# Srednja anomalija
Srednja anomalija (oznaka M) je v astronomiji in astrodinamiki eden izmed šestih elementov tira, ki določajo lego in hitrost nebesnega telesa. Srednja anomalija določa lego telesa glede na periapsido. Ker tirnica nebesnega telesa običajno ni krožnica, je določanje kota od izbrane smeri do telesa težje. Zaradi tega se uporablja srednja anomalija, ki jo pravzaprav določa razmerje med spremembo srednje anomalije v odnosu do polnega kota ali {\displaystyle (M_{2}-M_{1})/2\pi =t/T\,\!}, kjer je t čas, ki je potekel od srednje anomalije {\displaystyle M_{1}} do {\displaystyle M_{2}}, T pa je obhodni čas. Pove kolik del obhodnega časa je potekel od zadnjega prehoda periapsidne točke. Pove tudi, kje bi bilo nebesno telo, če bi se gibalo s stalno hitrostjo po krožnici.
Meri se v kotnih meskih enotah. Če jo merimo v radianih, ima ob prehodu periapside vrednost 0 in pri vsakem naslednjem prehodu periapside ima vrednost mnogokratnika 2π. Vrednost se vedno podaja za določeno epoho.
Na priloženi sliki to pomeni, da je krožni izsek z-c-y enak eliptičnemu izseku z-s-p pomnoženemu z razmerjem med veliko in malo polosjo tirnice. Velja tudi, da je ploščina izseka z-c-y enaka izseku x-s-z.

## Računanje
Srednja anomalija  {\displaystyle M\,\!} se izračuna na naslednji način:
{\displaystyle M-M_{0}=n(t-t_{0})\,\!}
kjer je:
- {\displaystyle M_{0}\,\!} srednja anomalija v času {\displaystyle t_{0}\,\!},
- {\displaystyle t_{0}\,\!} začetni čas,
- {\displaystyle t\,\!} čas merjenja in
- {\displaystyle n\,\!} poprečna vrednost kotne hitrosti v dnevu (število obhodov na dan).

Srednja anomalija se lahko izračuna tudi iz ekscentične anomalije in izsrednosti tira (Keplerjeva enačba):
{\displaystyle M=E-e\sin E\,\!}
kjer je
- {\displaystyle E\,\!} ekscentrična anomalija in
- {\displaystyle e\,\!} izsrednost tirnice.